# AN/SPS-39

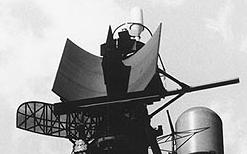
AN/SPS-39-Radar der Atlanta

Das AN/SPS-39 (JETDS-Bezeichnung) ist ein schiffgestütztes 3D-Luftraumsuchradar mit großer Reichweite. Es wurde von dem US-Konzern Hughes produziert.

## Beschreibung
Das SPS-39 wurde ab 1960 ausgeliefert und benutzt zur Höhenfindung von Radarzielen die sogenannte „Frequency scanning“-Technologie (FRESCAN). Hierbei wird auf einer großen Bandbreite von Frequenzen gesendet. Ein „scan“-Vorgang beginnt mit einer hohen Frequenz, was dazu führt, dass die Radarsignale vom unteren Teil der Antenne gesendet werden. Nun wird die Frequenz reduziert und der Ort der Abstrahlung wandert auf der Antennenfläche nach oben. Hierdurch verändert sich der Winkel zum Radarziel, woraus letztendlich dessen Höhe errechnet werden kann. Dieses Verfahren hat zwar den Vorteil, dass es ohne zusätzliche mechanische Bauteile zur Höhenfindung auskommt und eine höhere EloGM-Resistenz aufweist, es ist allerdings auch eine relativ große und sperrige Antenne nötig, um eine präzise Ortung zu gewährleisten.
Die meisten Systeme wurden im Laufe der Zeit mit einem IFF-Gerät ausgestattet und erhielten eine neue, zuverlässigere Antenne. Das Radar befindet sich heute nicht mehr im aktiven Dienst, es wurde inzwischen durch das AN/SPS-52 und AN/SPS-48 ersetzt.

## Plattformen
Leahy-Klasse, Charles-F.-Adams-Klasse, Baltimore-Klasse, Farragut-Klasse, Brooke-Klasse

## Technische Daten
- Frequenzbereich: 2,91 – 3,15 GHz
- Energiebedarf: 1 MW
- Antennenumlaufzeit: 4 oder 12 s
- Reichweite: 230 – 305 km
- Maximale Erfassungshöhe: 30 km